# Мушчел (Арђеш)
Мушчел (рум. Mușcel) насеље је у Румунији у округу Арђеш у општини Ботени. Oпштина се налази на надморској висини од 575 m.

## Становништво
Према подацима из 2002. године у насељу је живело 106 становника, од којих су сви румунске националности.